# Província de Larecaja

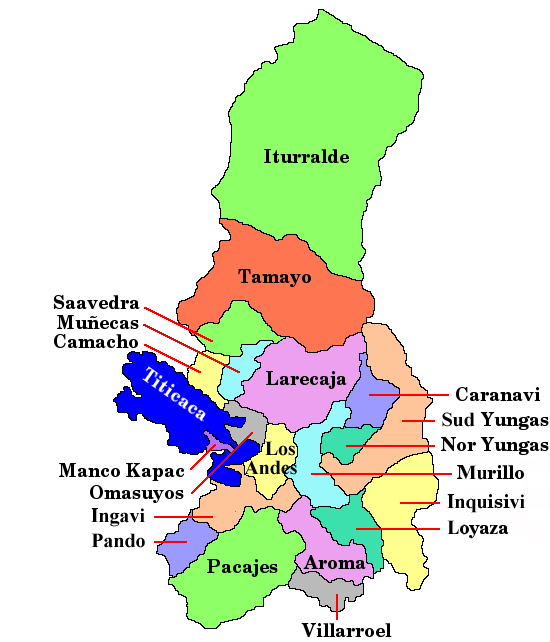
Les províncies del Departament de La Paz

La província de Larecaja és una de les 20 províncies del Departament de La Paz a Bolívia. La seva capital és Sorata.